# Jurij Saulski
Jurij Siergiejewicz Saulski (ros. Юрий Сергеевич Сау́льский, ur. 23 października 1928 w Moskwie, zm. 28 sierpnia 2003 tamże) – radziecki i rosyjski kompozytor muzyki filmowej. Ludowy Artysta RFSRR. Pochowany na Cmentarzu Wagańkowskim w Moskwie.

## Wybrana filmografia

### Filmy fabularne
- 1958: Dziewczyna z gitarą
- 1987: Wyspa zaginionych okrętów

### Filmy animowane
- 1972: Oraz elektryfikacja